# Mortgage-backed security
Mortgage-backed security (MBS, hipoteczny list zastawny) – rodzaj ABS (ang. asset-backed securities, listów zastawnych) papierów wartościowych, których zabezpieczenie stanowią wierzytelności hipoteczne dające niepodzielne prawo do pobierania pożytku z grupy lub puli jednego lub większej liczby hipotek.
Zebrane razem papiery muszą być ocenione przez uznane agencje ratingowe, oraz uzyskać najwyższe kwalifikacje. Co więcej kredyt musi być początkowo udzielony przez podlegającą regulacji i autoryzowaną instytucję finansową, która z góry ustala spłaty kredytu.
W rzeczywistości MBS polega na zamianie przyszłej spłaty za dom przez kupującego na papiery wartościowe, które trafiają na rynek finansowy w postaci uregulowanych i zabezpieczonych transzy za pomocą instytucji emitujących ten rodzaj obligacji.
W USA ważną rolę emiterów odgrywają między innymi dwie instytucje Fannie Mae i Freddie Mac. Są to spółki akcyjne w randze instytucji federalnej (ang. government-sponsored enterprises). Ich głównym zadaniem jest stwarzanie dogodnych warunków finansowych dla pożyczkodawców potrzebnych do udzielania niskooprocentowanych pożyczek oraz zwiększanie ich płynności finansowej. W związku z tym zamiast czekać na spłatę pożyczek, przykładowo Fannie Mae odkupuje pożyczki, które swoje źródło odnajdują w grupie o podobnym ryzyku na rynku wtórnym.
Właśnie te papiery były jedną z przyczyn kryzysu na rynku finansowym w 2008 r., gdyż pożyczkobiorcy, nie byli w stanie spłacać swych należności wobec pożyczkodawców, których wierzytelności posiadały spółki takie jak Fannie Mae (Federal National Mortgage Association), oraz Freddie Mac. W tym samym roku obie spółki zostały przejęte przez rząd Stanów Zjednoczonych.